# Pareo

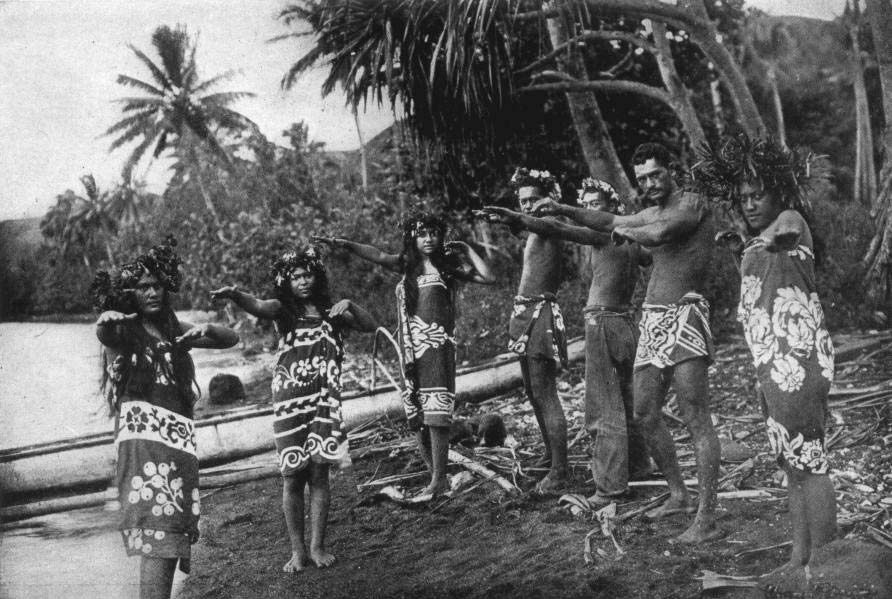
Marquesanen gekleed in pāreu.

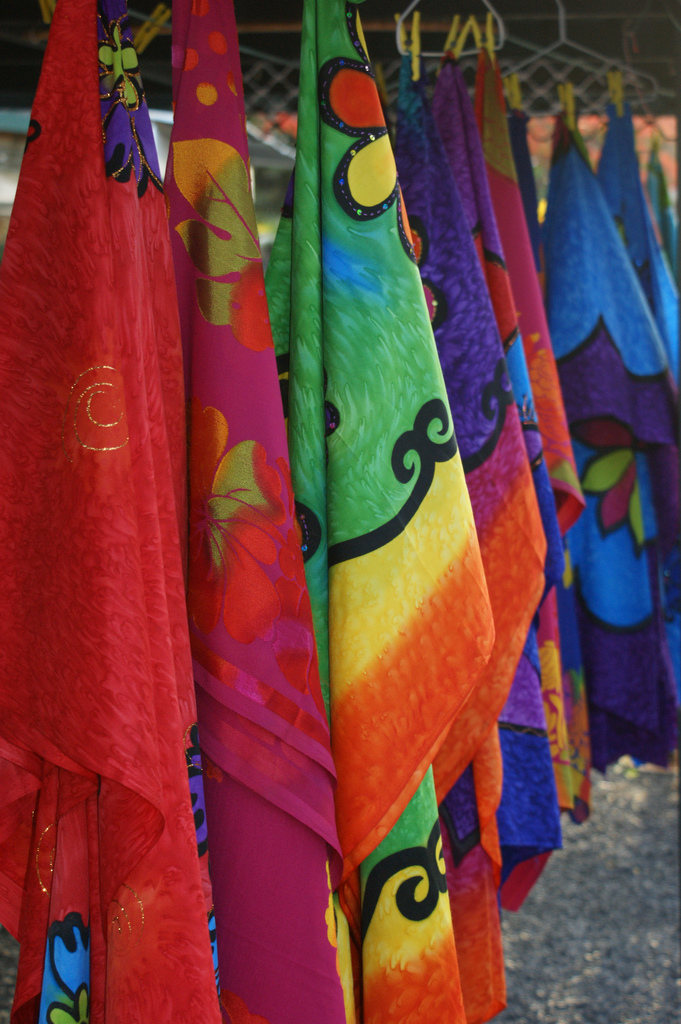
Pāreu geëtaleerd in Rarotonga

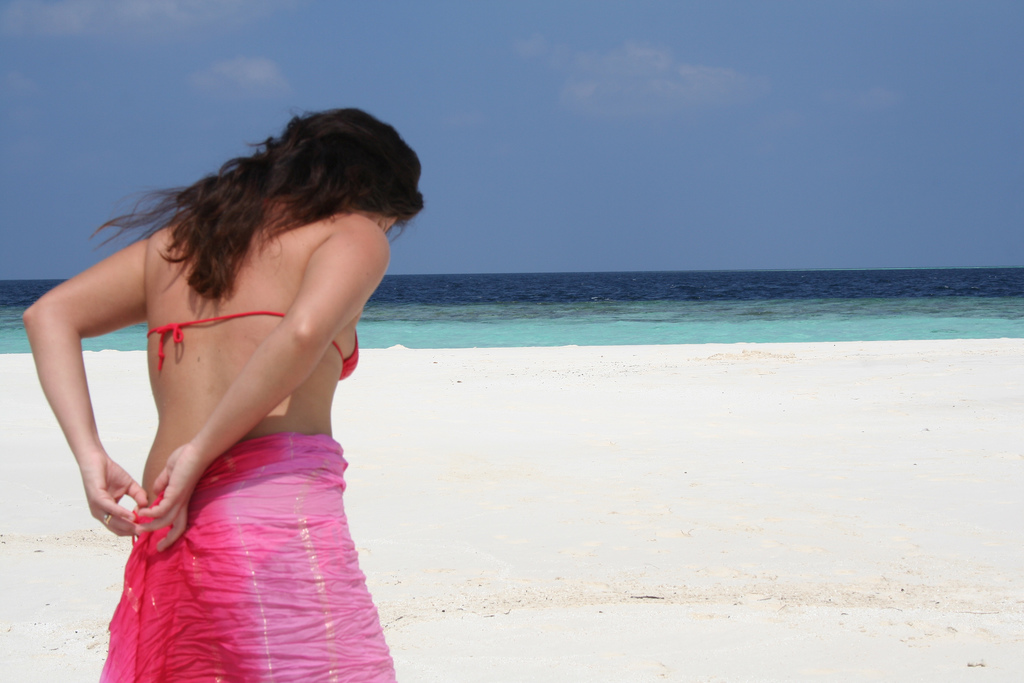
Een pareo wordt soms als rok om de badkleding geslagen.

Pareo is een verengelsing van het Tahitiaanse woord pāreu dat een soort omslagkledingstuk is. Oorspronkelijk verwijst het naar een vrouwenkledingstuk van de Cookeilanden en Tahiti. Als een man het draagt, heet het een maro, maar dan is het eigenlijk een lendendoek. 
Tegenwoordig is het een algemene benaming voor een omslagrok of omslagjurk.
Het kledingstuk is verwant aan de Maleise sarong, Samoaanse lava-lava, Tongaanse tupenu en soortgelijke kledingstukken die in gebruik zijn op de Pacifische eilanden bij de oorspronkelijke bewoners van Hawaï, op de Marquesaseilanden, bij de Maori in Nieuw-Zeeland en op de Fiji.

## Etymologie
Het Tahitiaanse woord is pāreu (enkelvoud: te pāreu, meervoud: te mau pāreu). De laatste ‘e’ en ‘u’ worden apart uitgesproken.
Waar de uitspraak "pareo" vandaan komt is niet duidelijk. Beide termen werden al in de 19e eeuw gebruikt. Het Nederlandstalige reisliteratuurtijdschrift De Aarde en Haar Volken uit 1887 had een paar artikelen over de zuidelijke oceanen. Sommigen spraken van pāreu, anderen van pareoe. "Pareo" kan worden beschouwd als de Engelstalige vorm van het woord. Het Nederlandse meervoud is dan pareo's.

## Oorspronkelijke stijlen
De Tahitiaanse pāreu behoort tot de meest kleurrijke van heel Oceanië. Bloemmotieven - de hibiscus in het bijzonder - of traditionele tapapatronen werden gedrukt in felle kleuren op een katoenen doek van ongeveer 90 tot 120 cm breed en 180 cm lang. Hoewel veel van deze kledingstukken in China gemaakt worden, komt tegenwoordig steeds meer uit Tahiti zelf.
Een pāreu kan op veel manieren gedragen worden. Vrouwen wikkelen hem meestal rond hun bovenlichaam, onder de armen, vanaf hun borsten tot boven de knieën. Een andere mogelijkheid is de doek van achter naar voren te slaan, over de borst te kruisen en in de nek samen te knopen. Ook wordt hij om de heupen geslagen zodat alleen het onderlichaam en de dijen worden bedekt, dan is het meer een lange omslagrok. Mannen dragen hem ook wel als een korte rok, of maken er een soort korte broek van. Dit is vooral gewenst bij het vissen of werken in de bossen, waar de vrijheid van beweging van de benen nodig is. Tijdens koelere avonden thuis kan een pareo ook gedragen worden als een lange rok.
De uiteinden van de pāreu zijn normaal gesproken niet zichtbaar, maar worden op de plaats gehouden door de stof zelf. Er worden geen spelden of gespen gebruikt. Alleen wanneer de pāreu wordt gedragen om de nek of over de schouders, kunnen de uiteinden aan elkaar geknoopt worden. Als hij in de loop van de dag los komt te zitten, zal de drager deze gewoon weer strak trekken of herschikken. Komt hij los te zitten wanneer men zich veel beweegt - bijvoorbeeld door zwaar werk of dansen, dan wordt er weleens een band of ceintuur rond de taille gedragen. 
Het gemak is dat een vrouw of man in de ochtendkoude de pāreu om het gehele lichaam kan slaan als een lange jurk, in de middag als het warm is alleen om het middel en 's avonds weer als jurk kan dragen.

## Westerse stijl
In westerse landen wordt de pareo ook vaak als aanvulling op badkleding toegepast. Het is dan een pareo van een dunne - meer of minder doorzichtige - stof die wordt gedragen als mode-kledingstuk of ter bescherming tegen afkoeling of zonnebrand. Soms wordt hij ook wel op het blote lichaam gedragen op plaatsen waar naaktrecreatie plaatsvindt en de drager nog onwennig is wat betreft naaktheid.